# Al treilea salt mortal
Al treilea salt mortal este un film românesc din 1980 regizat de Alecu Croitoru după un scenariu de Nicolae Mărgeanu și Atanasie Toma. Rolurile principale au fost interpretate de actorii Ion Dichiseanu, Jean Constantin și Maria Clara Sebök. A avut premiera la 21 iulie 1980.

## Rezumat
În timpul celui de-al doilea război mondial, în 1944, un geolog român descoperă uraniu. Serviciile de spionaj engleze și germane încearcă să-l prindă, dar acesta dispare. Tatăl său este un faimos actor de circ și este folosit de spioni drept momeală pentru a-l prinde pe geolog. Acesta însă este salvat de membrii rezistenței locale.

## Distribuție
- Ion Dichiseanu — maiorul englez John Smith alias avocatul René Vogel, agentul secret britanic care finanțează reînființarea Circului Globo
- Jean Constantin — maestrul Bluferini, artist iluzionist, directorul Circului Globo
- Maria Clara Sebök — Isabelle Branco („Miss Lolo”), fiica bătrânului clovn Yorick și sora vitregă a profesorului, agentă a serviciului de informații britanic
- Iosefini — profesorul de geologie de la Universitatea din București, fiul clovnului Yorick / bătrânul clovn Yorick
- Vistrian Roman — comisarul de siguranță
- Virgil Ogășanu — meșterul electrician implicat în acțiunile antifasciste
- George Motoi — Sturmbannführer-ul (maior) SS Von Stulpnagel
- Silviu Stănculescu — Standartenführer-ul (colonelul) SS Lösel
- Nicolae Barosan — Juanito, acrobat spaniol, deținut evadat dintr-un lagăr nazist, amantul Isabellei / Oberleutnant-ul Hans Winderling
- Cornel Coman — militantul antifascist cu părul cărunt
- Geo Saizescu — agentul german care descifrează mesajele Morse și le transmite Gestapoului
- Cornelia Teodosiu — Mărioara („Lady Mary), vechea colaboratoare a lui Bluferini
- Camelia Zorlescu — secretara lui Vogel, prezentatoarea spectacolului
- Constantin Zărnescu — directorul serviciului de informații britanic
- Dem Niculescu — Brigadeführer-ul (general-maior) SS Von Schönenberg, șeful unui serviciu de informații german
- Ștefan-Cora Iosif — lt. Bob Robinson, șeful trupei de acrobați Blomberg
- Constantin Iosif — fiul lui Bob Robinson
- Gheorghe Crîșmaru — agentul de siguranță cu pipă
- Dinu Gherasim — Siegfried Wotan, artist iluzionist german de origine evreiască
- Sandu Feyer — dansatorul de step
- Tudorel Filimon — agentul de siguranță gras
- Temistocle Popa — colonelul englez
- Iosif Lupulescu
- Ioan Zveck
- Marian Iacob
- Stelian Cărbunaru
- Alexandru Virgil Platon — Nostradamus, vechiul colaborator al lui Bluferini (menționat Al. Virgil Platon)
- Mircea Petculescu
- Arnold Hauser
- Norbert Hauser
- Nedic Lemnaru
- Dumitru Gheorghiu
- Ion Punea
- Dorin Doroftei
- Gheorghe Rada
- Cristian Ștefănescu — agentul de siguranță slab
- Aura Bădicu
- Gheorghe Manole
- Leonard Alexandriuc
- Ion Neacșu
- George Lazăr
- Mihnea Columbeanu — Sturmführer-ul (locotenent) SS (menționat Mircea Columbeanu)
- Petre Goanță

## Producție
Titlul de lucru al filmului a fost Circul spionilor. Au avut loc filmări la Circul de Stat din București. Asistentă de regie a fost Cristina Nichituș-Mihăilescu.

## Primire
Filmul a fost vizionat de 1.956.573 de spectatori în cinematografele din România, după cum atestă o situație a numărului de spectatori înregistrat de filmele românești de la data premierei și până la data de 31 decembrie 2014 alcătuită de Centrul Național al Cinematografiei.